# Голосування країн за резолюції Генеральної асамблеї ООН щодо російської окупації Криму
|                                  | ГА 27.03.2014 | ГА 19.12.2016 | ГА 19.12.2017 | ГА 17.12.2018 | ГА 22.12.2018 | ГА 09.12.2019 | ГА 18.12.2019 | ГА 16.12.2020 |
| -------------------------------- | ------------- | ------------- | ------------- | ------------- | ------------- | ------------- | ------------- | ------------- |
| Австралія                        | За            | За            | За            | За            | За            | За            | За            | За            |
| Австрія                          | За            | За            | За            | За            | За            | За            | За            | За            |
| Азербайджан                      | За            | Відсутні      | Відсутні      | Відсутні      | Відсутні      | Відсутні      | Відсутні      | Відсутні      |
| Албанія                          | За            | За            | За            | За            | За            | За            | За            | За            |
| Алжир                            | Утрималися    | Утрималися    | Утрималися    | Утрималися    | Утрималися    | Утрималися    | Утрималися    | Утрималися    |
| Ангола                           | Утрималися    | Проти         | Утрималися    | Утрималися    | Відсутні      | Утрималися    | Утрималися    | Проти         |
| Андорра                          | За            | За            | За            | За            | За            | За            | За            | За            |
| Антигуа і Барбуда                | Утрималися    | За            | За            | За            | Відсутні      | Відсутні      | Відсутні      | Утрималися    |
| Аргентина                        | Утрималися    | Утрималися    | Утрималися    | Утрималися    | Утрималися    | Утрималися    | Утрималися    | Утрималися    |
| Афганістан                       | Утрималися    | Відсутні      | Відсутні      | Відсутні      | Відсутні      | Відсутні      | Відсутні      | Відсутні      |
| Багамські Острови                | За            | Утрималися    | Утрималися    | Відсутні      | Утрималися    | За            | Утрималися    | Утрималися    |
| Бангладеш                        | Утрималися    | Утрималися    | Утрималися    | Утрималися    | Утрималися    | Утрималися    | Утрималися    | Утрималися    |
| Барбадос                         | За            | За            | За            | Утрималися    | За            | За            | За            | За            |
| Бахрейн                          | За            | Утрималися    | Утрималися    | Утрималися    | Утрималися    | Утрималися    | Утрималися    | Утрималися    |
| Беліз                            | Відсутні      | За            | За            | За            | За            | За            | За            | За            |
| Бельгія                          | За            | За            | За            | За            | За            | За            | За            | За            |
| Бенін                            | За            | Утрималися    | Утрималися    | Утрималися    | Утрималися    | Відсутні      | Утрималися    | Утрималися    |
| Білорусь                         | Проти         | Проти         | Проти         | Проти         | Проти         | Проти         | Проти         | Проти         |
| Болгарія                         | За            | За            | За            | За            | За            | За            | За            | За            |
| Болівія                          | Проти         | Проти         | Проти         | Проти         | Проти         | Утрималися    | Відсутні      | Утрималися    |
| Боснія і Герцеговина             | Відсутні      | Утрималися    | Утрималися    | Відсутні      | Утрималися    | Утрималися    | Утрималися    | Утрималися    |
| Ботсвана                         | Утрималися    | Утрималися    | За            | За            | Утрималися    | Відсутні      | За            | За            |
| Бразилія                         | Утрималися    | Утрималися    | Утрималися    | Утрималися    | Утрималися    | Утрималися    | Утрималися    | Утрималися    |
| Бруней                           | Утрималися    | Утрималися    | Утрималися    | Утрималися    | Утрималися    | Утрималися    | Утрималися    | Утрималися    |
| Буркіна-Фасо                     | Утрималися    | Відсутні      | Відсутні      | Відсутні      | Відсутні      | Відсутні      | Відсутні      | Відсутні      |
| Бурунді                          | Утрималися    | Проти         | Проти         | Проти         | Проти         | Проти         | Проти         | Проти         |
| Бутан                            | За            | За            | За            | Утрималися    | За            | Утрималися    | За            | За            |
| Вануату                          | Відсутні      | За            | За            | За            | За            | За            | За            | За            |
| Велика Британія                  | За            | За            | За            | За            | За            | За            | За            | За            |
| Венесуела                        | Проти         | Проти         | Проти         | Проти         | Проти         | Проти         | Проти         | Проти         |
| В'єтнам                          | Утрималися    | Утрималися    | Утрималися    | Утрималися    | Утрималися    | Утрималися    | Утрималися    | Утрималися    |
| Вірменія                         | Проти         | Проти         | Проти         | Проти         | Проти         | Проти         | Проти         | Проти         |
| Габон                            | Утрималися    | Утрималися    | Утрималися    | Відсутні      | Утрималися    | Відсутні      | Утрималися    | Утрималися    |
| Гаїті                            | За            | За            | За            | Відсутні      | Відсутні      | Відсутні      | Утрималися    | Утрималися    |
| Гамбія                           | Утрималися    | Відсутні      | Утрималися    | Відсутні      | Відсутні      | Відсутні      | Утрималися    | Відсутні      |
| Гана                             | Відсутні      | Утрималися    | Утрималися    | Відсутні      | Утрималися    | Утрималися    | Утрималися    | Утрималися    |
| Гаяна                            | Утрималися    | Утрималися    | Утрималися    | За            | За            | За            | За            | За            |
| Гватемала                        | За            | Утрималися    | За            | За            | За            | За            | За            | За            |
| Гвінея                           | За            | Утрималися    | Утрималися    | Утрималися    | Утрималися    | Відсутні      | Проти         | Утрималися    |
| Гвінея-Бісау                     | Відсутні      | Утрималися    | Утрималися    | Відсутні      | Відсутні      | Відсутні      | Відсутні      | Утрималися    |
| Гондурас                         | За            | За            | За            | Утрималися    | За            | За            | За            | За            |
| Гренада                          | Відсутні      | Відсутні      | Відсутні      | Відсутні      | Відсутні      | Утрималися    | Утрималися    | Утрималися    |
| Греція                           | За            | За            | За            | За            | За            | За            | За            | За            |
| Грузія                           | За            | За            | За            | За            | За            | За            | За            | За            |
| Данія                            | За            | За            | За            | За            | За            | За            | За            | За            |
| Джибуті                          | Утрималися    | Відсутні      | Відсутні      | За            | За            | За            | За            | Утрималися    |
| Домініка                         | Утрималися    | Утрималися    | Відсутні      | Відсутні      | Відсутні      | Відсутні      | Відсутні      | Утрималися    |
| Домініканська Республіка         | За            | Утрималися    | Утрималися    | Утрималися    | Утрималися    | Утрималися    | Утрималися    | Утрималися    |
| ДР Конго                         | За            | Відсутні      | Утрималися    | Відсутні      | Відсутні      | Відсутні      | Відсутні      | Відсутні      |
| Еквадор                          | Утрималися    | Утрималися    | Утрималися    | Утрималися    | Утрималися    | Утрималися    | Утрималися    | Утрималися    |
| Екваторіальна Гвінея             | Відсутні      | Утрималися    | Утрималися    | Утрималися    | Утрималися    | Відсутні      | Відсутні      | Відсутні      |
| Еритрея                          | Утрималися    | Проти         | Проти         | Утрималися    | Проти         | Утрималися    | Проти         | Проти         |
| Есватіні                         | Утрималися    | Відсутні      | Відсутні      | Утрималися    | Відсутні      | Відсутні      | Відсутні      | Відсутні      |
| Естонія                          | За            | За            | За            | За            | За            | За            | За            | За            |
| Ефіопія                          | Утрималися    | Утрималися    | Утрималися    | Утрималися    | Утрималися    | Утрималися    | Утрималися    | Утрималися    |
| Єгипет                           | Утрималися    | Утрималися    | Утрималися    | Утрималися    | Утрималися    | Утрималися    | Утрималися    | Утрималися    |
| Ємен                             | Відсутні      | За            | За            | Утрималися    | Відсутні      | Утрималися    | Утрималися    | Утрималися    |
| Замбія                           | Утрималися    | Утрималися    | Утрималися    | Відсутні      | Утрималися    | За            | Утрималися    | Утрималися    |
| Зімбабве                         | Проти         | Проти         | Проти         | Проти         | Проти         | Проти         | Проти         | Проти         |
| Йорданія                         | За            | Утрималися    | Утрималися    | Утрималися    | Утрималися    | Відсутні      | Утрималися    | Утрималися    |
| Ізраїль                          | Відсутні      | За            | За            | За            | За            | За            | За            | За            |
| Індія                            | Утрималися    | Проти         | Проти         | Утрималися    | Проти         | Утрималися    | Проти         | Проти         |
| Індонезія                        | За            | Утрималися    | Утрималися    | Утрималися    | Утрималися    | Утрималися    | Утрималися    | Утрималися    |
| Ірак                             | Утрималися    | Утрималися    | Відсутні      | Утрималися    | Утрималися    | Утрималися    | Утрималися    | Утрималися    |
| Іран                             | Відсутні      | Проти         | Проти         | Проти         | Проти         | Проти         | Проти         | Проти         |
| Ірландія                         | За            | За            | За            | За            | За            | За            | За            | За            |
| Ісландія                         | За            | За            | За            | За            | За            | За            | За            | За            |
| Іспанія                          | За            | За            | За            | За            | За            | За            | За            | За            |
| Італія                           | За            | За            | За            | За            | За            | За            | За            | За            |
| Кабо-Верде                       | За            | Утрималися    | Утрималися    | Відсутні      | Утрималися    | Відсутні      | Утрималися    | Утрималися    |
| Казахстан                        | Утрималися    | Проти         | Проти         | Утрималися    | Проти         | Утрималися    | Проти         | Проти         |
| Камбоджа                         | Утрималися    | Проти         | Проти         | Проти         | Проти         | Проти         | Проти         | Проти         |
| Камерун                          | За            | Утрималися    | Утрималися    | Утрималися    | Утрималися    | Утрималися    | Утрималися    | Утрималися    |
| Канада                           | За            | За            | За            | За            | За            | За            | За            | За            |
| Катар                            | За            | За            | За            | Утрималися    | За            | Утрималися    | Утрималися    | Утрималися    |
| Кенія                            | Утрималися    | Утрималися    | Утрималися    | Утрималися    | Утрималися    | Відсутні      | Утрималися    | Утрималися    |
| Киргизстан                       | Відсутні      | Утрималися    | Проти         | Утрималися    | Проти         | Проти         | Проти         | Проти         |
| Кіпр                             | За            | За            | За            | За            | За            | За            | За            | За            |
| Кірибаті                         | За            | За            | За            | За            | Відсутні      | Утрималися    | Відсутні      | Утрималися    |
| КНР                              | Утрималися    | Проти         | Проти         | Утрималися    | Проти         | Проти         | Проти         | Проти         |
| Колумбія                         | За            | Утрималися    | Утрималися    | Утрималися    | Утрималися    | Утрималися    | Утрималися    | Утрималися    |
| Коморські Острови                | Утрималися    | Проти         | Утрималися    | Утрималися    | Проти         | Відсутні      | Утрималися    | Проти         |
| Коста-Рика                       | За            | За            | За            | За            | За            | Відсутні      | За            | За            |
| Кот-д'Івуар                      | Відсутні      | Утрималися    | Утрималися    | Утрималися    | Утрималися    | Утрималися    | Утрималися    | Утрималися    |
| Куба                             | Проти         | Проти         | Проти         | Проти         | Проти         | Проти         | Проти         | Проти         |
| Кувейт                           | За            | Утрималися    | Утрималися    | Утрималися    | Утрималися    | Утрималися    | Утрималися    | Утрималися    |
| Лаос                             | Відсутні      | Утрималися    | Утрималися    | Проти         | Утрималися    | Проти         | Утрималися    | Утрималися    |
| Латвія                           | За            | За            | За            | За            | За            | За            | За            | За            |
| Лесото                           | Утрималися    | Утрималися    | Утрималися    | Відсутні      | Відсутні      | Відсутні      | Утрималися    | Утрималися    |
| Литва                            | За            | За            | За            | За            | За            | За            | За            | За            |
| Ліберія                          | За            | За            | За            | За            | За            | За            | За            | За            |
| Ліван                            | Відсутні      | Відсутні      | Відсутні      | Відсутні      | Відсутні      | Відсутні      | Відсутні      | Відсутні      |
| Лівія                            | За            | Утрималися    | Утрималися    | Відсутні      | Утрималися    | Утрималися    | Утрималися    | Утрималися    |
| Ліхтенштейн                      | За            | За            | За            | За            | За            | За            | За            | За            |
| Люксембург                       | За            | За            | За            | За            | За            | За            | За            | За            |
| Маврикій                         | За            | Утрималися    | Утрималися    | Відсутні      | Утрималися    | Відсутні      | Відсутні      | Утрималися    |
| Мавританія                       | Утрималися    | Утрималися    | Утрималися    | Відсутні      | Утрималися    | Відсутні      | Утрималися    | Утрималися    |
| Мадагаскар                       | За            | Відсутні      | Відсутні      | Відсутні      | Відсутні      | Відсутні      | Відсутні      | Утрималися    |
| Малаві                           | За            | Утрималися    | Утрималися    | Утрималися    | Утрималися    | Відсутні      | Утрималися    | Відсутні      |
| Малайзія                         | За            | Утрималися    | Утрималися    | Утрималися    | Утрималися    | Утрималися    | Утрималися    | Утрималися    |
| Малі                             | Утрималися    | Утрималися    | Утрималися    | Утрималися    | Утрималися    | Відсутні      | Утрималися    | Утрималися    |
| Мальдіви                         | За            | Утрималися    | Утрималися    | За            | Утрималися    | Утрималися    | Утрималися    | Утрималися    |
| Мальта                           | За            | За            | За            | За            | За            | За            | За            | За            |
| Марокко                          | Відсутні      | Відсутні      | Відсутні      | Відсутні      | Відсутні      | Відсутні      | Відсутні      | Відсутні      |
| Маршаллові Острови               | За            | За            | За            | За            | За            | За            | За            | За            |
| Мексика                          | За            | Утрималися    | Утрималися    | Утрималися    | Утрималися    | Утрималися    | Утрималися    | Утрималися    |
| Мозамбік                         | Утрималися    | Утрималися    | Утрималися    | Утрималися    | Утрималися    | Утрималися    | Утрималися    | Утрималися    |
| Молдова                          | За            | За            | За            | За            | За            | За            | За            | За            |
| Монако                           | За            | За            | За            | За            | За            | За            | За            | За            |
| Монголія                         | Утрималися    | Утрималися    | Утрималися    | Утрималися    | Утрималися    | Утрималися    | Утрималися    | Утрималися    |
| М'янма                           | Утрималися    | Утрималися    | Проти         | Проти         | Проти         | Проти         | Проти         | Проти         |
| Намібія                          | Утрималися    | Утрималися    | Утрималися    | Утрималися    | Утрималися    | Утрималися    | Утрималися    | Утрималися    |
| Науру                            | Утрималися    | Утрималися    | Утрималися    | Утрималися    | Утрималися    | Утрималися    | Утрималися    | Утрималися    |
| Непал                            | Утрималися    | Утрималися    | Утрималися    | Утрималися    | Утрималися    | Утрималися    | Утрималися    | Утрималися    |
| Нігер                            | За            | Утрималися    | Утрималися    | Відсутні      | Відсутні      | Відсутні      | Утрималися    | Утрималися    |
| Нігерія                          | За            | Утрималися    | Утрималися    | Утрималися    | Утрималися    | Утрималися    | Утрималися    | Утрималися    |
| Нідерланди                       | За            | За            | За            | За            | За            | За            | За            | За            |
| Нікарагуа                        | Проти         | Проти         | Проти         | Проти         | Проти         | Проти         | Проти         | Проти         |
| Німеччина                        | За            | За            | За            | За            | За            | За            | За            | За            |
| Нова Зеландія                    | За            | За            | За            | За            | За            | За            | За            | За            |
| Норвегія                         | За            | За            | За            | За            | За            | За            | За            | За            |
| ОАЕ                              | Відсутні      | Утрималися    | Утрималися    | Утрималися    | Утрималися    | Утрималися    | Утрималися    | Утрималися    |
| Оман                             | Відсутні      | Утрималися    | Утрималися    | Утрималися    | Утрималися    | Утрималися    | Утрималися    | Утрималися    |
| Пакистан                         | Утрималися    | Утрималися    | Утрималися    | Утрималися    | Утрималися    | Утрималися    | Утрималися    | Утрималися    |
| Палау                            | За            | За            | За            | Утрималися    | Утрималися    | Утрималися    | Утрималися    | Утрималися    |
| Панама                           | За            | За            | За            | За            | За            | Відсутні      | За            | За            |
| Папуа Нова Гвінея                | За            | Утрималися    | Утрималися    | Утрималися    | Утрималися    | За            | Утрималися    | За            |
| ПАР                              | Утрималися    | Проти         | Проти         | Утрималися    | Проти         | Утрималися    | Утрималися    | Утрималися    |
| Парагвай                         | Утрималися    | Утрималися    | Утрималися    | Утрималися    | Утрималися    | Утрималися    | Утрималися    | Утрималися    |
| Перу                             | За            | Утрималися    | Утрималися    | Утрималися    | Утрималися    | Утрималися    | Утрималися    | Утрималися    |
| Південна Корея                   | За            | Відсутні      | Утрималися    | Утрималися    | Утрималися    | Утрималися    | Утрималися    | Утрималися    |
| Південний Судан                  | Утрималися    | Проти         | Відсутні      | Проти         | Відсутні      | Відсутні      | Відсутні      | Утрималися    |
| Північна Корея                   | Проти         | Проти         | Проти         | Проти         | Проти         | Проти         | Проти         | Проти         |
| Північна Македонія               | За            | За            | За            | За            | За            | За            | За            | За            |
| Польща                           | За            | За            | За            | За            | За            | За            | За            | За            |
| Португалія                       | За            | За            | За            | За            | За            | За            | За            | За            |
| Республіка Конго                 | Відсутні      | Утрималися    | Утрималися    | Відсутні      | Відсутні      | Відсутні      | Відсутні      | Відсутні      |
| Росія                            | Проти         | Проти         | Проти         | Проти         | Проти         | Проти         | Проти         | Проти         |
| Руанда                           | Утрималися    | Відсутні      | Утрималися    | Утрималися    | Відсутні      | Відсутні      | Утрималися    | Утрималися    |
| Румунія                          | За            | За            | За            | За            | За            | За            | За            | За            |
| Сальвадор                        | Утрималися    | Утрималися    | Утрималися    | Утрималися    | Утрималися    | За            | Утрималися    | Утрималися    |
| Самоа                            | За            | За            | За            | За            | Відсутні      | Утрималися    | За            | За            |
| Сан-Марино                       | За            | За            | За            | За            | За            | За            | За            | За            |
| Сан-Томе і Принсіпі              | Утрималися    | Відсутні      | Відсутні      | Відсутні      | Утрималися    | Відсутні      | Утрималися    | Утрималися    |
| СаудівськаА равія                | За            | За            | Утрималися    | Утрималися    | Утрималися    | Утрималися    | Утрималися    | Утрималися    |
| Сейшельські Острови              | За            | Утрималися    | За            | Утрималися    | Відсутні      | Відсутні      | Утрималися    | Утрималися    |
| Сенегал                          | Утрималися    | Відсутні      | Відсутні      | Утрималися    | Утрималися    | Утрималися    | Утрималися    | Відсутні      |
| Сент-Вінсент і Гренадини         | Утрималися    | Утрималися    | Утрималися    | Утрималися    | Утрималися    | Утрималися    | Утрималися    | Утрималися    |
| Сент-Кіттс і Невіс               | Утрималися    | За            | Відсутні      | Відсутні      | Відсутні      | Відсутні      | Відсутні      | Відсутні      |
| Сент-Люсія                       | Утрималися    | Утрималися    | Утрималися    | Утрималися    | Утрималися    | Утрималися    | Утрималися    | Утрималися    |
| Сербія                           | Відсутні      | Проти         | Проти         | Проти         | Проти         | Проти         | Проти         | Проти         |
| Сирія                            | Проти         | Проти         | Проти         | Проти         | Проти         | Проти         | Проти         | Проти         |
| Сінгапур                         | За            | Утрималися    | Утрималися    | За            | Утрималися    | За            | Утрималися    | Утрималися    |
| Словаччина                       | За            | За            | За            | За            | За            | За            | За            | За            |
| Словенія                         | За            | За            | За            | За            | За            | За            | За            | За            |
| Соломонові Острови               | За            | За            | За            | За            | За            | Утрималися    | Відсутні      | Відсутні      |
| Сомалі                           | За            | Утрималися    | Відсутні      | Відсутні      | Відсутні      | Відсутні      | Утрималися    | Відсутні      |
| Судан                            | Проти         | Проти         | Проти         | Проти         | Проти         | Проти         | Проти         | Проти         |
| Суринам                          | Утрималися    | Утрималися    | Утрималися    | Відсутні      | Утрималися    | Утрималися    | Утрималися    | Утрималися    |
| Східний Тимор                    | Відсутні      | Відсутні      | Відсутні      | Відсутні      | Відсутні      | Відсутні      | Відсутні      | Відсутні      |
| США                              | За            | За            | За            | За            | За            | За            | За            | За            |
| Сьєрра-Леоне                     | За            | За            | Утрималися    | Відсутні      | Відсутні      | Відсутні      | Утрималися    | Відсутні      |
| Таджикистан                      | Відсутні      | Утрималися    | Проти         | Відсутні      | Проти         | Відсутні      | Відсутні      | Утрималися    |
| Таїланд                          | За            | Утрималися    | Утрималися    | Утрималися    | Утрималися    | Утрималися    | Утрималися    | Утрималися    |
| Танзанія                         | Утрималися    | Утрималися    | Утрималися    | Утрималися    | Утрималися    | Відсутні      | Утрималися    | Утрималися    |
| Того                             | За            | Утрималися    | Утрималися    | Утрималися    | Утрималися    | Утрималися    | Утрималися    | Утрималися    |
| Тонга                            | Відсутні      | Утрималися    | Утрималися    | Відсутні      | Утрималися    | Відсутні      | Утрималися    | Утрималися    |
| ТринідадіТобаго                  | За            | Утрималися    | Утрималися    | Утрималися    | Утрималися    | Утрималися    | Утрималися    | Утрималися    |
| Тувалу                           | Відсутні      | За            | За            | За            | За            | Відсутні      | За            | За            |
| Туніс                            | За            | Відсутні      | Відсутні      | Відсутні      | За            | Утрималися    | Утрималися    | Утрималися    |
| Туреччина                        | За            | За            | За            | За            | За            | За            | За            | За            |
| Туркменістан                     | Відсутні      | Відсутні      | Відсутні      | Відсутні      | Відсутні      | Відсутні      | Відсутні      | Відсутні      |
| Уганда                           | Утрималися    | Проти         | Проти         | Утрималися    | Проти         | Утрималися    | Проти         | Утрималися    |
| Угорщина                         | За            | За            | За            | За            | За            | За            | За            | За            |
| Узбекистан                       | Утрималися    | Проти         | Проти         | Проти         | Проти         | Відсутні      | Відсутні      | Відсутні      |
| Україна                          | За            | За            | За            | За            | За            | За            | За            | За            |
| Уругвай                          | Утрималися    | Утрималися    | Утрималися    | Утрималися    | Утрималися    | Утрималися    | Утрималися    | Утрималися    |
| Федеративні Штати Мікронезії     | За            | За            | За            | За            | За            | За            | За            | За            |
| Фіджі                            | Утрималися    | Утрималися    | Утрималися    | Утрималися    | Утрималися    | Утрималися    | Утрималися    | Утрималися    |
| Філіппіни                        | За            | Проти         | Проти         | Утрималися    | Утрималися    | Проти         | Проти         | Проти         |
| Фінляндія                        | За            | За            | За            | За            | За            | За            | За            | За            |
| Франція                          | За            | За            | За            | За            | За            | За            | За            | За            |
| Хорватія                         | За            | За            | За            | За            | За            | За            | За            | За            |
| Центральноафриканська Республіка | За            | Відсутні      | Відсутні      | Відсутні      | Відсутні      | Утрималися    | Утрималися    | Відсутні      |
| Чад                              | За            | Відсутні      | Відсутні      | Відсутні      | Проти         | Утрималися    | Утрималися    | Утрималися    |
| Чехія                            | За            | За            | За            | За            | За            | За            | За            | За            |
| Чилі                             | За            | Утрималися    | Утрималися    | Утрималися    | Утрималися    | Утрималися    | Утрималися    | Утрималися    |
| Чорногорія                       | За            | За            | За            | За            | За            | За            | За            | За            |
| Швейцарія                        | За            | За            | За            | За            | За            | За            | За            | За            |
| Швеція                           | За            | За            | За            | За            | За            | За            | За            | За            |
| Шрі-Ланка                        | Утрималися    | Утрималися    | Утрималися    | Утрималися    | Утрималися    | Утрималися    | Утрималися    | Утрималися    |
| Ямайка                           | Утрималися    | Утрималися    | Утрималися    | Утрималися    | Відсутні      | Утрималися    | Утрималися    | Утрималися    |
| Японія                           | За            | За            | За            | За            | За            | За            | За            | За            |